# Josefov (Hodoníni járás)
Josefov település Csehországban, Hodoníni járásban. Josefov Prušánky, Starý Poddvorov, Mikulčice, Dolní Bojanovice és Moravská Nová Ves településekkel határos. Lakosainak száma 453 fő (2024. január 1.).

## Népesség
A település lakosságának változását az alábbi diagram mutatja:
| Lakosok száma | 203  | 212  | 284  | 293  | 346  | 376  | 410  | 412  | 450  | 453  |
|               | 1869 | 1890 | 1921 | 1950 | 1980 | 2001 | 2017 | 2019 | 2022 | 2024 |